# Emīlija Gudriniece
Emīlija Gudriniece (rusko Эмилия Юлиановна Гудриниеце), latvijska kemičarka, * 3. avgust 1920, Riga, Latvijska SSR, Sovjetska zveza; † 4. oktober 2004, Riga. 
Emīlija Gudriniece je bila latvijska kemičarka, ki se je specializirala za organsko sintezo. Osredotočila se je na praktično uporabo snovi in sintetizirala furacilin, za kar je prejela državno nagrado. Bila je ena prvih, ki je prepoznala potencial uporabe rastlinskih olj kot biogoriv in sprožila študijo rafiniranja olja oljne ogrščice v Latviji. Bila je plodna založnica, urednica Latvijski časopis za kemijo in avtorica učbenika o metodah organske sinteze v latvijščini. Za svoje delo je prejela številne nagrade in priznanja.

## Biografija
Gudriniece se je rodila 3. avgusta 1920 v okraju Rēzekne v Latviji. Odraščala je v kmečki vasi Kromoni v župniji Kaunata in leta 1948 diplomirala iz kemijskega inženirstva na Univerzi v Latviji. Gudriniece je začela svoje diplomsko delo leta 1949, in leta 1952 zaključila z diplomo iz kemijske znanosti. V tem istem časovnem obdobju je dvakrat zmagala na latvijskem prvenstvu v motociklizmu za ženske, leta 1949 in 1953. Istega leta je bila zaposlena kot izredna profesorica na Univerzi v Latviji na Fakulteti za kemijo, kjer je ostala do leta 1958. Leta 1959 se je preselila na oddelek za kemijsko tehnologijo Politehničnega inštituta v Rigi,, kjer je začela s študijem za habilitacijsko stopnjo, ki jo je zaključila leta 1960 na Inštitutu za organoelementne spojine Nesmejanova v Moskvi. Po končani višji stopnji je bila Gudriniece leta 1961 imenovana za profesorico na Politehniki v Rigi Leta 1963 je na Politehničnem inštitutu ustanovila Oddelek za organsko sintezo in biotehnologijo in ga vodila naslednjih 27 let.
Gudriniecejeva temeljna raziskava je bila osredotočena na organsko sintezo in praktično uporabo snovi za zdravila, kozmetiko in industrijo. Sintetizirala je furacilin in razvila metodo njegove uporabe v industrijske namene, kar ji je leta 1957 prineslo nagrado Latvijske SSR. Preučevala je klorometilirano nitriranje, sulfonacijo in reaktivnost cikličnih 1,3- diketonov ter objavila več kot 600 znanstvenih poročil o teoretični in sintetični kemiji heterocikličnih in 1,3-dikarbonilnih spojin. Njeno zadnje delo je bilo osredotočeno na študije oljne ogrščice pri poskusih razvoja tehnik za ločevanje lipidov in rafiniranje olja oljne ogrščice kot industrije v Latviji. Bila je ena prvih, ki je spoznala uporabo rastlinskih olj za biogoriva. Delovala je tudi v uredniškem odboru Latvijskega časopisa za kemijo in bila v času svoje smrti soavtorica edinega učbenika v latvijskem jeziku o metodah organske sinteze. Gudriniece je prejela številna priznanja, vključno z nagrado Gustavsa Vanagsa za kemijo leta 1972, spominsko medaljo Vladimir Vasiljevič Čelincev, izvolitev v Latvijsko akademijo znanosti leta 1978, latvijski zaslužna državnia znanstvenica leta 1996, zaslužna profesorica Tehnične univerze v Rigi leta 2000, medalja Paula Waldena leta 2000, in nagrado Grindeks za prispevek v izobraževanju leta 2003.
Umrla je 4. oktobra 2004 v Rigi v Latviji.

## Izbrana dela
- Gudriniece, E.; Strakov, A.; Strakova, I. (1988). »Syntheses of heterocyclic compounds on basis 1,3-cyclohexanediones«. Химия Гетероциклических Соединений (v ruščini) (6): 723–738.
- Gudriniece, E.; Belyakov, S.; Jure, M. (1991). »Structure of 3-aminocarbonyl-2-(N-benzylamino)-6-phenyl-4-trifluoromethylpyridine«. Acta Crystallogr. 47: 344–345.
- Gudriniece, E.; Palitis, E.; Barkane, V. (1992). »Heterocyclic compounds on diketone basis. XXXII. Synthesis of thieno[2,3-d]pyrimidones on basis of 2-amino-3-cyanothiophenes«. Latvian Journal of Chemistry (v ruščini): 356–360.
- Gudriniece, E.; Dambeniece, I.; Karklina, A.;  in sod. (1993). »Reactions of 4-ureido-2-buten-4-olides with amines«. Latvian Journal of Chemistry (v ruščini): 338–343.
- Gudriniece, E.; Dambeniece, I.; Karklina, A.;  in sod. (1993). »Reactions of 4-ureido-2-buten-4-olides with amines«. Latvian Journal of Chemistry (v ruščini): 338–343.
- Gudriniece, E.; Serzane, R.; Strele, M. (2000). »Investigations of Oils and Fats«. Material Science and Applied Chemistry (1): 92.
- Gudriniece, E.; Starmkale, V.; Serzane, R.;  in sod. (2001). »Investigations of oils from plants growing in Latvia«. Scientific Conference 'Organic Chemistry': 50.
- Suloyeva, E.; Jure, E.; Gudriniece, S., et, al (2001). »Synthesis of 2,3-dihydro-7-trifluoromethyl-5-phenylimidazo[1,2-a]pyridines«. Химия Гетероциклических Соединений (v ruščini) (3): 358.
- Suloyeva, E.; Jure, E.; Gudriniece, E., et, al (2002). »Properties of 8-cyano-2,3-dihydro-5-phenyl-7- trifluoromethylimidazo[1,2-a]pyridines«. Химия Гетероциклических Соединений (v ruščini) (68): 811–822.
- Ravina, I.; Zicane, D.; Gudriniece, E., et, al (2002). »Exotic amino acids. 6. Synthesis of substituted 4-oxo-4H-pyrido[1,2-a]pyrimidines«. Химия Гетероциклических Соединений (v ruščini) (7): 945.